# Лиенвалль, Ханс-Гуннар
Ханс-Гуннар Лиенвалль (швед. Hans-Gunnar Liljenwall; род. 9 июля 1941, Йёнчёпинг) — шведский современный пятиборец, из-за которого шведская сборная была дисквалифицирована на летних Олимпийских играх 1968 года.

## Карьера
В 1967 году Международный олимпийский комитет ввёл антидопинговые правила. Годом позже Лиенвалль стал первым спортсменом, дисквалифицированным на Олимпийских играх за рекреационное использование психоактивных веществ. Сообщается, что Лиенвалль выпил «два пива», чтобы успокоить нервы перед стрельбой из пистолета. В итоге шведская команда была лишена бронзовых медалей.
Примечательно, что алкоголь не входил в список запрещённых веществ, выпущенный Международным олимпийским комитетом для летних Олимпийских игр 1968 года.
Лиенвалль также участвовал в Олимпийских играх 1964 и 1972 годов. В 1964 году он финишировал 11-м в индивидуальном порядке и чётвертым в команде, а в 1972 году он занял 25-е и пятое места соответственно. Его наивысшим достижением является второе место в команде на домашнем для Швеции чемпионате мира по современному пятиборью 1967 года. Также он четыре раза становился чемпионом Швеции по современному пятиборью (1961, 1962, 1964 и 1966).